# Associação Atlética Guanabara
L'Associação Atlética Guanabara était un club brésilien de football basé à Brasilia dans le District fédéral.

## Palmarès
- Championnat de Brasilia :
  - Champion : 1964